# 2015 en musique classique
| \| • Retour à la chronologie générale de la musique classique • \| |
| Grèce • Rome • Haut Moyen Âge • VIIIe siècle • IXe siècle • Xe siècle • XIe siècle XIIe siècle • XIIIe siècle • XIVe siècle • XVe siècle • XVIe siècle • XVIIe siècle XVIIIe siècle • XIXe siècle • XXe siècle • XXIe siècle |
| • Retour à la chronologie générale de la musique classique • |

| Années en musique classique : 2012 - 2013 - 2014 - 2015 - 2016 - 2017 - 2018    |
| Décennies en musique classique : 1980 - 1990 - 2000 - 2010 - 2020 - 2030 - 2040 |

Cette page recense les événements qui se sont produits durant l'année 2015 en musique classique.

## Événements

### Créations
- 14 janvier : Concerto pour orchestre, composition de Thierry Escaich, pour l'inauguration de la Philharmonie de Paris ;
- 6 mars : Scheherazade.2, symphonie dramatique pour violon et orchestre de John Adams, créée par Leila Josefowicz avec l'Orchestre philharmonique de New York dirigé par Alan Gilbert ;
- 31 mars : Penthesilea, opéra de Pascal Dusapin, à Bruxelles ;
- 1er août : Cold Mountain, opéra de Jennifer Higdon, à Santa Fe ;
- 31 décembre : Carlotta ou la Vaticane, opéra de Dominique Gesseney-Rappo, créé à Fribourg.

### Autres
- 1er janvier : concert du nouvel an de l'orchestre philharmonique de Vienne au Musikverein, dirigé par Zubin Mehta.
- 14 janvier : ouverture de la Philharmonie de Paris avec un concert de l'Orchestre de Paris dirigé par Paavo Järvi.

Date indéterminée
- Fondation de l'ensemble La Tempête.

## Prix
- Julia Wolfe reçoit le prix Pulitzer de musique.
- Thomas Hengelbrock, chef d'orchestre, reçoit le Prix Brahms.
- Pierre Boulez reçoit le Prix Bach de la Ville libre et hanséatique de Hambourg.
- Seong-Jin Cho, pianiste coréen, remporte le Concours international de piano Frédéric-Chopin.
- Chloe (Ji-Yeong) Mun, pianiste coréenne, remporte le Concours international de piano Ferruccio Busoni.
- Wolfgang Rihm reçoit le Grawemeyer Award pour IN-SCHRIFT 2.
- Christoph Eschenbach reçoit le prix Ernst von Siemens.
- Evelyn Glennie reçoit le Prix Polar Music.
- Mitsuko Uchida, pianiste japonaise, reçoit le Praemium Imperiale.
- Thomas Hengelbrock reçoit le prix Herbert von Karajan.
- Pierre Jodlowski est lauréat du grand prix lycéen des compositeurs.
- Xavier Benguerel i Godó reçoit le Prix Tomás Luis de Victoria.

## Décès
- 12 janvier : Elena Obraztsova, mezzo-soprano russe (° 7 juillet 1939).
- 21 janvier : Waldemar Kmentt, ténor autrichien (° 2 février 1929).
- 29 janvier : Israel Yinon, chef d'orchestre israélien (° 11 janvier 1956).
- 1er février : Aldo Ciccolini, pianiste italien puis français (° 15 août 1925).
- 12 février : Désiré Dondeyne, chef d'orchestre et compositeur français (° 21 juillet 1921).
- 13 février :
  - John McCabe, compositeur et pianiste britannique (° 21 avril 1939) ;
  - Miklós Takács, chef de chœur et chef d'orchestre canadien (° 13 septembre 1932).
- 16 mars : Éliane Lejeune-Bonnier, organiste, compositrice et professeure de musique française (° 17 juillet 1921).
- 19 mars : Peter Katin, pianiste britannique  (° 14 novembre 1930).
- 24 mars :
  - Oleg Bryjak, baryton-basse allemand (° 27 octobre 1960) ;
  - Maria Radner, contralto allemande (° 7 mai 1981).
- 28 mars : Ronald Stevenson, compositeur, pianiste et musicologue britannique (° 6 mars 1928).
- 21 avril : Paul Asciak, ténor maltais (° 28 janvier 1923).
- 25 avril : Berthe Kal, soprano française (° 10 novembre 1913).
- 29 avril : Jehan Revert, maître de chapelle de Notre-Dame de Paris (° 1920).
- 14 juin : Walter Weller, chef d'orchestre autrichien (° 30 novembre 1939).
- 18 juin : Franck Ferrari, baryton français (° 12 janvier 1963).
- 22 juin : Joseph de Pasquale, altiste américain (° 14 octobre 1919).
- 3 juillet : Dominique Jameux, musicologue, producteur de radio et de télévision et écrivain français (° 24 décembre 1939).
- 10 juillet : Jon Vickers, ténor canadien (° 29 octobre 1926).
- 14 juillet : Liliana Poli, soprano italienne (° 1er janvier 1928).
- 15 juillet : Alan Curtis, claveciniste, musicologue et chef d'orchestre (° 17 novembre 1934).
- 19 juillet : François Leclère, compositeur français (° 1950).
- 24 juillet : Mario Sereni, baryton italien (° 25 mars 1928).
- 26 juillet : Wolfgang Gönnenwein, chef d'orchestre allemand (° 29 janvier 1933).
- 27 juillet : Ivan Moravec, pianiste tchèque (° 9 novembre 1930).
- 4 août : Gerd Natschinski, compositeur et chef d'orchestre allemand (° 23 août 1928).
- 11 août : Serge Collot, altiste français (° 27 décembre 1923).
- 18 août : Roger Smalley, pianiste, chef d'orchestre, musicologue et compositeur australien (° 26 juillet 1943).
- 22 août : Nikolaus Lehnhoff, metteur en scène d'opéra allemand (° 20 mai 1939).
- 5 septembre :
  - Ilja Bergh, compositeur et pianiste danois (° 22 janvier 1927) ;
  - Jacques Israelievitch, violoniste français (° 6 mai 1948).
- 17 septembre : David Willcocks, chef d'orchestre, compositeur, organiste et chef de chœur britannique (° 30 décembre 1919).
- 25 septembre : Christopher Jackson, organiste, claveciniste et chef de chœur canadien (° 27 juillet 1948).
- 29 septembre : Jean Ter-Merguerian, violoniste français (° 5 octobre 1935).
- 5 novembre : Guido Masanetz, compositeur et chef d'orchestre allemand (° 17 mai 1914).
- 10 novembre : Robert Craft, chef d'orchestre et critique musical américain (° 20 octobre 1923).
- 16 novembre : Jerzy Katlewicz, chef d'orchestre et compositeur polonais (° 2 avril 1927).
- 18 novembre : Daniel Ferro, professeur de chant (° 10 avril 1921).
- 21 novembre : Jacques van Oortmerssen, chef d'orchestre, pianiste, organiste et compositeur néerlandais (° 28 juin 1950).
- 20 novembre : Pierre Cortellezzi, organiste français (° 17 mars 1926).
- 23 novembre : Jouni Kaipainen, compositeur finlandais (° 24 novembre 1956).
- 27 novembre : Bernard Sinclair, baryton français (° 1937).
- 2 décembre : John Eaton, compositeur américain (° 30 mars 1935)
- 15 décembre : Stella Doufexis, chanteuse mezzo-soprano allemande (° 15 avril 1968).
- 16 décembre : Aafje Heynis, contralto néerlandaise (° 2 mai 1924).
- 17 décembre : René Saorgin, organiste français (° 21 octobre 1928).
- 18 décembre : Luc Brewaeys, compositeur, chef d'orchestre, pianiste belge (° 25 août 1959).
- 19 décembre :
  - Kurt Masur, chef d'orchestre allemand (° 18 juillet 1927) ;
  - Carlos Païta, chef d'orchestre argentin (° 10 mars 1932).